# Charles Tutelier
Charles Ferdinand Tuteleers dit Charles Tutelier ou Tutelier, né le 12 décembre 1898 à Bruxelles et mort le 24 septembre 1962, est un acteur, auteur et réalisateur belge.

## Biographie
Charles Tutelier est un acteur venu du théâtre. Il ne réalise que trois films, tous produits par Hippolyte De Kempeneer pour la Compagnie belge des films cinématographiques (Bruxelles), dont La Belgique martyre, puis il abandonne le cinéma pour le théâtre et le music-hall comme auteur et librettiste.
Il reste surtout connu pour les nombreuses revues qu'il a créé, seul ou en collaboration, dès le début des années 1920 jusqu'à la fin des années 1950 tant en Belgique qu'en France, dont deux seront portées à l'écran en 1938 et 1940.

## Carrière au cinéma
comme réalisateur
- 1919 : La Belgique martyre / Het gemartelde België
- 1919 : Petits belges / Kleine belgen (film perdu)
- 1920 : Flup chasseur / Jager Flup (film perdu)

comme scénariste
- 1919 : La Belgique martyre, film de et avec Charles Tutelier

comme auteur de l'œuvre originale
- 1938 : Au soleil de Marseille de Pierre-Jean Ducis, d'après l'opérette-revue de 1937[3]
- 1940 : Marseille mes amours de Jacques Daniel-Norman, d'après l'opérette-revue de 1938[4].

## Carrière au théâtre
- 1915 : Une poire pour la soie, vaudeville en 1 acte, avec Ed Kirsch, au Bois-Sacré à Bruxelles (30 octobre)
- 1919 : La Revue, revue en 2 actes et 1 prologue, avec Arthur Devère et Gaston Geulin, à l'Olympia de Bruxelles (29 avril)
- 1919 : Saint-Dicat, revue en 1 acte, au Concert Artistique à Bruxelles (3 décembre)
- 1920 : Les Poings sur les zieps, revue en 2 actes et 1 prologue, à Bruxelles (7 mai)
- 1921 : Viens, c'est pour rire, revue en 3 actes, avec Edmond Bodart, au théâtre de l'Alcazar (7 juin)
- 1921 : Viens la voir, dis !, revue en 3 actes, avec Jacques Dorcey, à Bruxelles (29 novembre)
- 1922 : On s'en fou car..., revue en 3 actes, avec Jacques Dorcey, à Schaerbeek (6 mai)
- 1922 : On joue à Ostende ? Quelle blague !, revue en 3 actes, au théâtre de la Scala d'Ostende (1er juillet)
- 1922 : On les a marre !, revue en 3 actes, à l'Olympia de Bruxelles (7 juillet)
- 1922 : Du bout des lèvres, revue en 3 actes, avec Edmond Bodart, au théâtre de La Bonbonnière à Bruxelles (6 octobre)
- 1922 : La Grande Revue, revue en 3 actes, avec Edmond Bodart et Duysaux, au théâtre du Trianon de Liège (14 octobre)
- 1922 : Avec le sourire, revue en 2 actes, avec Jacques-Charles, Albert Willemetz, Saint-Granier, Paul Briquet[5] et Georges Arnould, à l'Alhambra de Bruxelles (22 décembre)
- 1923 : La Revue nouvelle, revue en 3 actes, avec Zizi Festerat, à la Scala de Bruxelles (10 août)
- 1923 : En douce, revue en 2 actes, avec Jacques-Charles, à l'Alhambra de Bruxelles (1er octobre)[6]
- 1923 : En musique, revue en 2 actes et 25 tableaux, avec Jacques-Charles et Albert Willemetz, à l'Alhambra de Bruxelles (21 décembre)
- 1924 : Nous avons des bananes, revue en 3 actes, avec Jef Orban, au théâtre de la Gaîté de Bruxelles (8 mars)
- 1924 : Cach' ton nu !, revue en 3 actes, avec Gustave Libeau, au théâtre de la Gaîté de Bruxelles (22 avril)
- 1924 : Nue, revue en 3 actes, au théâtre de la Gaîté de Bruxelles (18 août)
- 1924 : Bruxelles en Gaîté, revue en 3 actes, avec Wilbis, au théâtre de la Gaîté de Bruxelles (3 octobre)
- 1925 : Sans chemise, revue en 3 actes, avec Zizi Festerat et Henri Bricout, au théâtre de la Gaîté à Bruxelles (26 juin)
- 1926 : Myria, opérette en 3 actes, avec René Nazelles, musique d'André Mauprey, au théâtre des Capucines de Bruxelles (28 mai)
- 1926 : La Revue du Casino, revue en 3 actes, au Casino de Bruxelles (13 août)
- 1926 : Bruxelles Charleston, revue en 3 actes, avec Zizi Festerat, à Bruxelles (22 octobre)
- 1927 : Ca c'est Bruxelles !, revue en 3 actes, à Bruxelles (4 février)
- 1927 : La Revue du Carnaval, revue en 2 actes, au Moulin-Rouge de Bruxelles (11 février)
- 1927 : All Togeshers, revue en 2 actes, avec Hector Henry, à la Scala d'Ostende (16 août)
- 1927 : Allez Renaix !, revue en 3 actes, avec Hector Henry, à Renaix (26 septembre)
- 1928 : Lido Lady, comédie musicale en 3 actes et 7 tableaux de Ronald Jeans, musique de Richard Rodgers, adaptation française de Charles Tutelier et Georges Gilbert, au théâtre Apollo (25 mars)[7]
- 1928 : La Revue des femmes, revue en 3 actes, avec René De Man, au théâtre de la Gaîté de Bruxelles (30 mars)
- 1928 : Mannekens-Pis Revue, revue en 3 actes et 35 tableaux, avec René De Man, musique de Paul Barat, au Concert Mayol (28 avril)[8]
- 1928 : La Beauté de Paris, revue, au Palace (5 octobre)[9]
- 1928 : La Revue de la Scala, revue en 3 actes, avec Henri Varna, à la Scala de Bruxelles (27 novembre)
- 1929 : La Gazette du franc belge, revue en 3 actes, au théâtre de la Gaîté de Bruxelles (8 mars)
- 1929 : La Revue nudiste, revue en 3 actes, au théâtre de la Gaîté de Bruxelles (27 septembre)
- 1930 : V'là des femmes !, revue en 3 actes au théâtre de la Gaîté de Bruxelles (11 avril)
- 1930 : Parade de femmes, revue en 3 actes et 30 tableaux, avec Zizi Festerat, au théâtre de la Gaîté de Bruxelles (22 août)
- 1930 : Zout Belgie, revue en 3 actes, avec Rik Senten, au Palais Hippodrome d'Anvers (4 octobre)
- 1930 : 1930 en revue, revue en 3 actes, au théâtre de la Gaîté de Bruxelles (23 décembre)
- 1931 : Les Clous de Paris, revue en 3 actes et 30 tableaux, avec André Dahl et José de Bérys, à l'Élysée-Palace de Vichy (22 juin)
- 1931 : La Revue d'chez Beulemans, revue en 3 actes, avec Hector Henry, à Andenne (6 octobre)
- 1932 : La Revue de la Fourmi, revue en 1 acte, avec Max Eddy et Berthe Rasimi, au Concert de La Fourmi à Paris (15 janvier)
- 1932 : Pour une fois, savez-vous, comédie franco-belge en 3 actes et 5 tableaux, avec André de Lorde et André Heuzé, à la Scala (12 février)[10]
- 1932 : La Revue de l'Amour, revue, musique de Charles Courtioux, à l'Élysée-Palace de Vichy (juillet)[11]
- 1932 : Bonsoir Paris !, opérette en 2 actes et 22 tableaux, avec André Heuzé, mise en scène d'André Bay, musique de Lionel Cazaux et Jacques Réale, aux Folies-Wagram (23 novembre)[12]
- 1933 : Allo Marseille ? Ici Paris !, revue en 3 actes avec José de Bérys, à l'Élysée-Palace de Vichy (juillet)[13]
- 1933 : Allô Nice ? Ici Paris !, revue en 3 actes et 30 tableaux avec José de Bérys, à la Jetée-Promenade de Nice (4 septembre)
- 1933 : La Folie nudiste, revue, au cabaret Chez les Nudistes[14] au Zelli's, 16 bis rue Fontaine (29 septembre)
- 1933 : Paris qui passe, revue en 2 actes et 1 prologue, avec André Hornez, Henri Gregh, Charles Poggioli, André de Jarsy et Philippe Febvre, au théâtre Municipal de Bourges (25 octobre)
- 1934 : Les Nus de Paris, revue en 40 tableaux, au cabaret Chez les Nudistes au Zelli's (12 janvier)
- 1934 : Vive le nu !, revue, au cabaret Chez les Nudistes au Zelli's (11 avril)
- 1934 : Allô Marseille ! Ici Bruxelles !, revue en 2 actes, avec Hector Henry, au théâtre du Gymnase de Marseille (20 avril)
- 1934 : Allô Nice ! Ici Bruxelles !, revue en 3 actes, avec Hector Henry, au Casino Eldorado de Nice (4 mai)
- 1934 : Ca va ?, revue en 1 acte, avec Hector Henry, au Palais d'Été de Bruxelles (18 mai)
- 1934 : Ca est drôle, savez-vous ?, revue en 3 actes, avec Hector Henry, au Casino de Trouville-sur-Mer (13 juillet)
- 1934 : Pa-Ri-Ki-Ri, revue en 3 actes, avec Victor de Cottens et José de Bérys, musique de Charles Courtioux[15], mise en scène de Léo Massart, à l'Élysée-Palace à Vichy (17 juillet)[16]
- 1934 : Paris-Vienne, revue en 1 acte et 35 tableaux, au cabaret Chez les Nudistes au Zelli's (14 septembre)
- 1934 : En plein nu, revue en 40 tableaux, au cabaret Chez les Nudistes au Zelli's (9 novembre)[17]
- 1935 : Nus... de Montmartre, revue en 40 tableaux, au cabaret Chez les Nudistes au Zelli's (20 septembre)
- 1936 : Voluptés, revue en 31 tableaux, au cabaret Chez les Nudistes au Zelli's (février)
- 1936 : Paris-Plaisirs, revue, musique de Charles Courtioux, mise en scène de Léo Massart, à l'Élysée-Palace de Vichy (juin)[18]
- 1936 : Tout Paris chante, revue en 2 actes et 34 tableaux, avec Henri Varna, Léo Lelièvre et Marc Cab, au Casino de Paris (octobre)[19]
- 1936 : Montmartre s'amuse, revue en 2 actes et 20 tableaux, avec Vincent Tarault et Earl Leslie, à Trianon (18 décembre)[20]
- 1937 : Paris en joie, revue en 2 actes et 30 tableaux, avec Henri Varna, Léo Lelièvre et Marc-Cab, au Casino de Paris (10 février)[21]
- 1937 : Au soleil de Marseille, opérette-revue en 2 actes et 17 tableaux, avec Marc Cab et Émile Audiffred, à L'Européen (15 octobre)[22]
- 1938 : Féerie de Paris, revue à grand spectacle, avec Henri Varna, Léo Lelièvre et Marc-Cab, au Casino de Paris (5 janvier)[23]
- 1938 : Caresses de femmes, revue en 2 actes et 43 tableaux, avec Henri Varna, Léo Lelièvre et Marc Cab, à l'Alcazar de Paris (18 mars)[24]
- 1938 : Amours de Paris, revue, avec Henri Varna et Marc Cab, au Casino de Paris (16 octobre)
- 1938 : Marseille mes amours, opérette-revue en 2 actes et 20 tableaux, avec Marc-Cab et Émile Audiffred, musique de Georges Sellers, à l'Alcazar de Paris (16 décembre)[25]
- 1939 : La Revue de Bobino, revue en 2 actes et 26 tableaux, avec Georgius et Robert Valaire, décors de Paul Colin, mise en scène de Max Révol, musique d'Henri Poussigue, à Bobino (11 mars)[26]
- 1939 : Caprices de femmes, revue en 60 tableaux, avec Henri Varna, Léo Lelièvre et Marc Cab, à l'Alcazar de Paris (7 avril)[27]
- 1939 : Sex-appeal Revue, revue en 33 tableaux, mise en scène de Léo Massart, à l'Élysée-Palace de Vichy (juillet)[28]
- 1940 : Ma belle Marseillaise, opérette en 2 actes et 17 tableaux, avec Marc Cab et Émile Audiffred, mise en scène de Maurice Poggi, musique de Georges Sellers, au théâtre des Variétés (8 mars)[29]
- 1940 : Eve Paris Revue, revue, au cabaret Éve (5 octobre)[30]
- 1941 : V'là Paris-Swing, revue, au cabaret Fémina (novembre)[31]
- 1942 : Folie du Rythme, revue, au cabaret Fémina (avril)
- 1942 : La Revue d'amour, revue au cabaret Fémina (25 juin)[32]
- 1942 : Tout en musique, revue, au cabaret Éve (7 octobre)
- 1942 : La Revue des Sports, revue, avec Léo Lelièvre, au théâtre de l'Alhambra (9 octobre)[33]
- 1942 : Un soir de gaîté, revue, au cabaret Fémina (novembre)[34]
- 1943 : Ca c'est de Bruxelles, fantaisie-opérette, avec Marc Cab, musique de Paul Durand, mise en scène de Christian Chamborant, au théâtre des Optimistes (15 septembre)[35]
- 1943 : Le Vin, les femmes, l'amour, revue, au cabaret Fémina (novembre)
- 1944 : Ca sent bon la France, revue en 2 actes et 20 tableaux, avec Marc Cab, au Casino Montparnasse (21 octobre)[36]
- 1946 : Fémina follies, revue, musique de Max Alexys, au cabaret Fémina (octobre)
- 1946 : Éve, voilà Paris, revue en 40 tableaux, musique de Max Alexys, au cabaret Éve (5 octobre)
- 1947 : La Revue existentialiste, revue à la manière de J-P S..., au cabaret Fémina (octobre)
- 1947 : Éve en chansons, revue, au cabaret Éve (2 octobre)
- 1948 : Paris en sambas, revue, mise en scène de J-C Méhu, au cabaret Éve (2 octobre)
- 1957 : Chansons de Paris, opérette 1900 en 3 actes, avec Paul Van Stalle, musique de Max Alexys, au théâtre de la Porte-Saint-Martin (13 juin)

## Sources
- Annuaires de la Société des auteurs et compositeurs dramatiques, années 1919-1938, à consulter sur le site Gallica.